# Conolophus pallidus
La iguana terrestre de Santa Fe (Conolophus pallidus) es una especie de iguana de la familia Iguanidae. Es una de las tres especies de Conolophus. Es endémica de la Isla Santa Fe en las Islas Galápagos.

## Taxonomía
Descrita por primera vez por el zoólogo estadounidense Edmund Heller en 1903, se ha cuestionado si C. pallidus es una especie válida por derecho propio, o sólo una variante, o posiblemente subespecie de la Iguana Terrestre de Galápagos que se encuentran en otras islas de las Galápagos. Su nombre genérico, Conolophus, se deriva de dos palabras griegas: conos (κώνος) que significa "espinoso" y lophos (λοφος) que significa "cresta" o "pluma", que denota la cresta espinosa a lo largo de la espalda. Su nombre específico pallidus en latín significa "claro", que denota su color más ligero que el C. subcristatus.

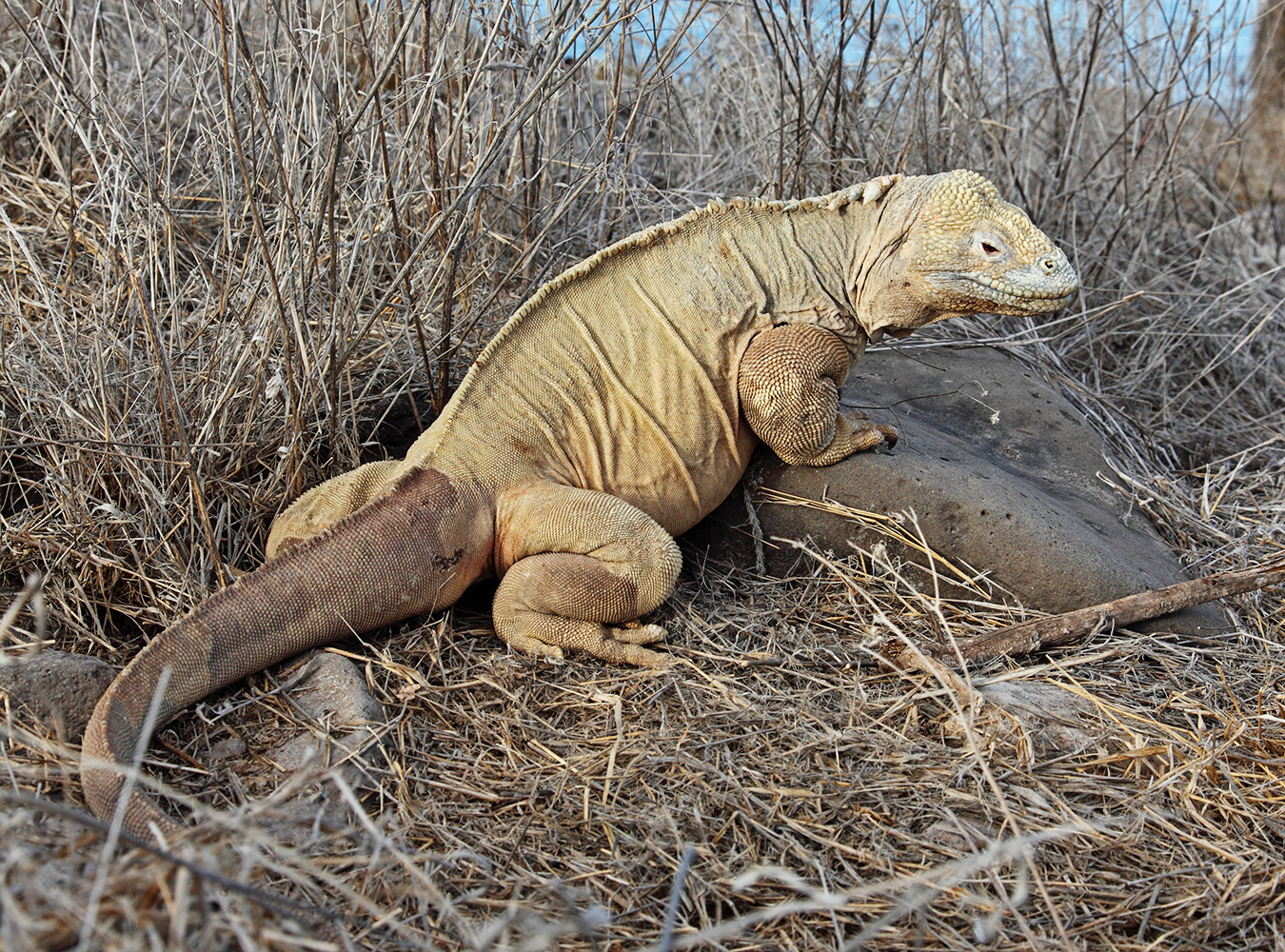
Iguana terrestre de Santa fe

## Morfología
La Iguana Terrestre de Santa Fe es similar en todos los detalles de la Iguana Terrestre de Galápagos, excepto que la Iguana de la isla Santa Fe es de color amarillo pálido con un hocico largo y más cónico, y espinas dorsales más pronunciadas.
La Iguana Terrestre de Santa Fe crece hasta una longitud de cerca de un metro con un peso corporal de hasta once quilogramos. Al ser de sangre fría, absorben el calor del sol en la roca volcánica y al dormir por la noche se meten en las madrigueras para conservar el calor en su cuerpo. Estas iguanas también disfrutan de una relación simbiótica con los pinzones de la isla, estos pájaros eliminan los parásitos y las garrapatas que les sirve de comida y así prestando socorro a la iguana.

## Dieta
La iguanas terrestres de Santa Fe son principalmente herbívoros, sin embargo, algunas personas han demostrado que son carnívoros oportunistas al complementar su dieta con insectos, ciempiés y carroña. Debido a que el agua dulce es escasa en las islas en que habita, la Iguana Terrestre obtiene la mayor parte de su humedad del nopal que representa el 80% de su dieta: frutas, flores, almohadillas, e incluso espinas. Durante la temporada de lluvia, bebe el agua estancada y se da un festín de flores amarillas del género Portulaca.